# دردانل (آرکانزاس)
دردانل (آرکانزاس) (به انگلیسی: Dardanelle, Arkansas) یک شهر در ایالات متحده آمریکا با جمعیت ۴٬۷۴۵ نفر است که در آرکانزاس واقع شده‌است.

## موقعیت جغرافیایی
موقعیت جغرافیایی شهرها و مناطق اطراف به شرح زیر است: